# كليجة فارسية
الكليجة (بالفارسية : کلوچه)، والمعروف أيضًا باسم خبز رأس السنة الفارسية، هو عبارة عن كعكة أو خبز فارسي مختوم، نشأ في أجزاء مختلفة من إيران. هناك العديد من الاختلافات في الوصفة (ملمس الخبز مقابل المقرمش؛ والمحشو مقابل غير المحشو) والتي تمتد من إيران إلى مجتمعات الشتات المختلفة بما في ذلك أوروبا الشرقية، وأمريكا الشمالية.

## التاريخ
عادةً ما تكون الكليجة عبارة عن كعكات محشوة بالتمر والجوز، ولكن يمكن حشوها بجوز الهند المبشور وتتبيلها أيضًا بالزعفران أو ماء الورد أو الهيل أو القرفة أو قشر الحمضيات. يمكن تحضير وصفة الكليجة على المطبخ القزويني [الإنجليزية] بطريقة نباتية عن طريق استبدال الزبدة بزيت جوز الهند.

يطبخ اليهود الفرس الطبق خلال عيد المساخر؛ وكذلك المسيحيون خلال عيد الفصح؛ والمسلمون خلال شهر رمضان. في عيد النوروز (رأس السنة الفارسية)، يقوم الإيرانيون بصنع خبز الكليجة. الكليجة في جنوب إيران هو عبارة عن بسكويت هش يتكون بشكل أساسي من الماء والسكر ودقيق القمح وبياض البيض.

الكليجة
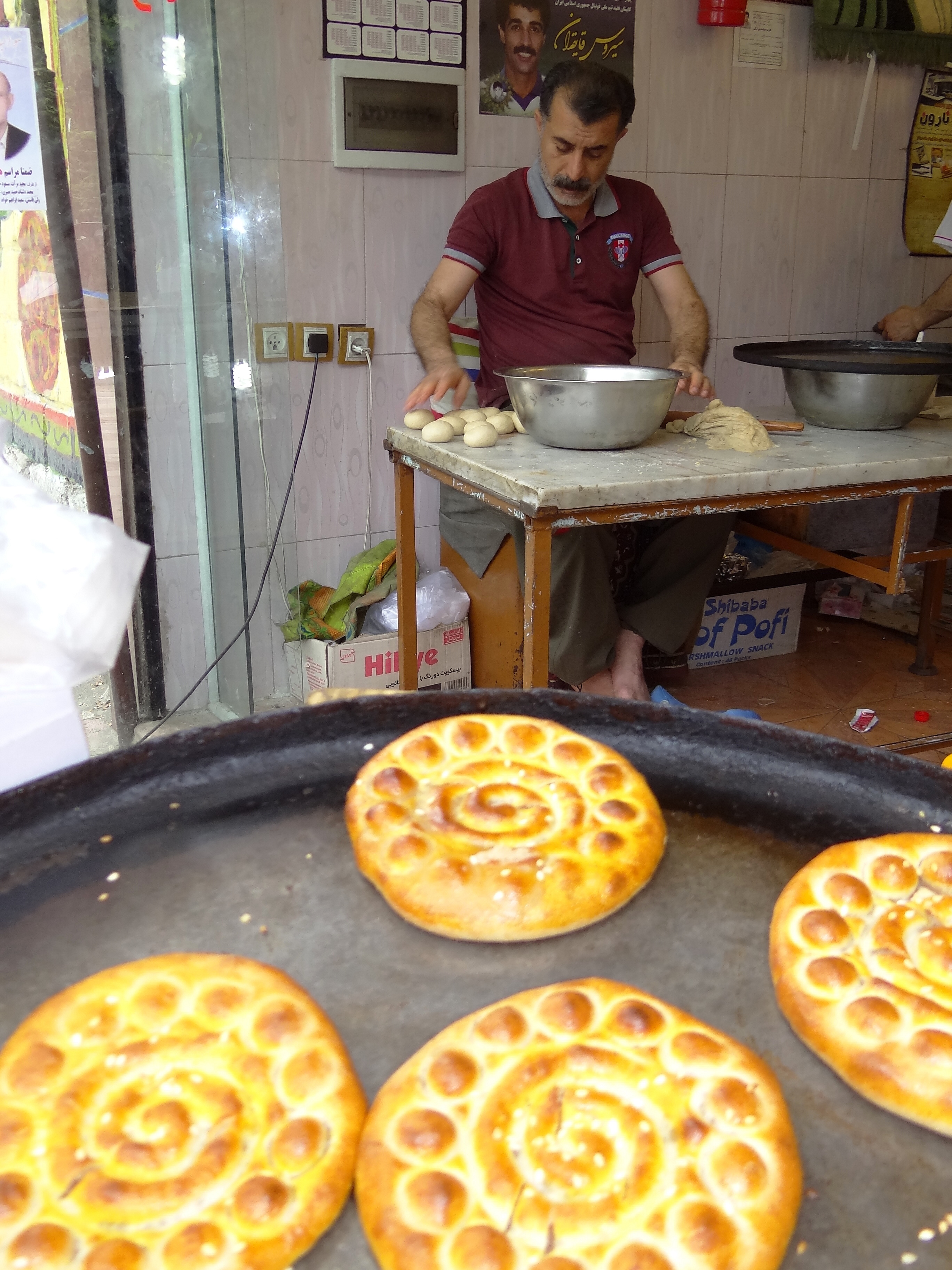
صناعة الكعك التقليدية في قرية بونيل [الإنجليزية]
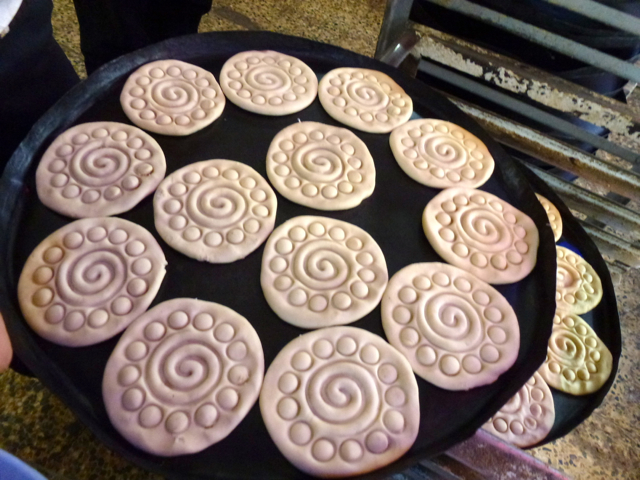
كليجة رقيقة شهيرة من فومان، إيران قبل الطهي

## طالع أيضًا
- كلمبيه [الإنجليزية]
- معمول
- مرابالي مجيدية [الإنجليزية]